# Timmy
Timmy Burch is een personage uit de animatieserie South Park. Hij zit in een rolstoel, hoewel hij ook een tijdje op eigen benen kan staan en lopen. Meestal zegt hij niet meer dan zijn eigen naam en de zin "livin' a lie". De stem van Timmy wordt gedaan door Trey Parker.

## Biografie
Timmy is gehandicapt en zit in een aangedreven rolstoel. Hij is bevriend met Jimmy, een jongen die stottert en op krukken loopt, hoewel de twee soms ruzie hebben.
Zoals gezegd zegt hij in de meeste gevallen niet meer dan "Timmy" of "Livin' a Lie". In sommige afleveringen slaagt hij erin ook andere dingen te zeggen. Bijvoorbeeld in de aflevering Timmy 2000, een aflevering die speciaal aan hem is gewijd. Timmy komt daarin bij een band terecht, genaamd "Lords of the Underworld", Timmy wordt de zanger. Aan het einde van de aflevering noemt hij de band, tot grote vreugde van de andere bandleden, "Timmy and the Lords of the Underworld", na de hele aflevering enkel "Timmy" en "Livin' a Lie" gezegd te hebben.

## Familie
Ook de ouders van Timmy zijn gehandicapt. Ze zijn één keer te zien, als in de aflevering Timmy 2000, waarin Timmy de hoofdrol speelt, Phil Collins bij hen op bezoek komt. Zijn ouders heten Richard en Helen.